# Un amore a Siddo
Un amore a Siddo (The Lovers), tradotto anche come Gli amanti di Siddo o semplicemente Gli amanti, è un romanzo di fantascienza del 1961 di Philip José Farmer, espansione dell'omonimo romanzo breve pubblicato nell'agosto 1952 sulla rivista Startling Stories, che rese noto Farmer nell'ambito letterario e gli permise di vincere, come "più promettente nuovo scrittore", il primo dei suoi tre premi Hugo nella categoria miglior autore esordiente.
Il romanzo venne pubblicato per la prima volta in italiano nel 1966 col titolo Gli amanti.

## Trama
Hal Yarrow, un sorco (specialista in ogni ramo di conoscenze ortodosse) collaboratore all'Università di Sigmen City, vive in una Terra dove oramai ogni cosa è stata organizzata secondo precisi schemi, seguendo i dettami della religione di Sigmen. Un giorno gli viene chiesto di partecipare a una spedizione su di un pianeta abitabile ove sono state trovate forme di vita intelligenti che discendono dagli insetti. Arrivato sul pianeta conosce Fobo, un alieno con cui diverrà subito amico.
Esplorando delle rovine trova poi Jeannette, una ragazza umana che lo affascina sin dal primo incontro. I due si mettono presto insieme, amandosi moltissimo; l'unico problema per Hal è l'alcolismo della sua amata. Per questo chiede consiglio all'amico Fobo, che gli consegna una bevanda simile ad una alcolica ma priva di etanolo. Mesi dopo Jeannette si sente male, e si scopre che in realtà non è umana, ma di una particolare razza aliena, le lalithe, che si è sviluppata simile agli umani dagli insetti, e che beveva alcool perché per la sua razza è un contraccettivo. Infatti è ermafrodita e per rimanere gravida le è sufficiente vedere la faccia di colui con cui fa l'amore. Solo che la gravidanza è un destino infausto per la madre, che muore e si lascia divorare internamente dalle figlie larve. Il libro si conclude con il rimpianto e la disperazione del protagonista per la morte dell'amata.